# Gottfried Wernli
Gottfried Wernli (7 luglio 1906 – ...) è stato un calciatore svizzero, di ruolo difensore.

## Carriera

### Nazionale
Ha collezionato 6 presenze con la propria Nazionale.